# Trương Văn Từ
Trương Văn Từ là nữ nghệ sĩ Hồng Kông, cựu nữ nghệ sĩ truyền hình châu Á (ATV), hiện cô là nghệ sĩ hợp đồng của TVB và là nữ nghệ sĩ của Shaw Brothers Pictures International Limite. Cô được truyền thông và công chúng biết đến kể từ khi cô tham dự cuộc thi Hoa hậu châu Á và giành giải thưởng phụ "Thí sinh có hình thể đẹp nhất" năm 1996.

## Lý lịch
Trương Văn Từ học tại trường tưởng niệm Phật giáo Lý Trạch Phủ và trường trung học cơ sở Carmel Alison Lam, sau đó học tại Nhật Bản. Vào đầu những năm 1990, cô gia nhập làng giải trí với vị trí là một người mẫu nghiệp dư, nhưng cô ấy không được ra chính thức ra mắt. Năm 1996, Trương Văn Từ tham gia cuộc thi Hoa hậu châu Á và giành giải "Người đẹp có hình thể đẹp nhất" trong vòng bán kết và thành công tiến vào vòng chung kết. Mặc dù trong vòng chung kết đã lọt vào top tám, nhưng cuối cùng cô bị loại. Sau đó, cô ký hợp đồng với đài ATV và tham gia nhiều bộ phim truyền hình, những bộ phim nổi tiếng nhất là "Chàng mập giả cha", "Tung hoành tứ hải", "Khử tà diệt ma". Sau đó, cô được Văn Tuấn phát hiện và ký hợp đồng quay một số bộ phim điện ảnh như "Cổ Hoặc Tử 4: Chiến Vô Bất Thắng", "Hoả bạo hình cảnh", "Hiệp cốt nhân tâm", "Tân trát sư thư" và "Hắc bạch sâm lâm",... Ngoài việc đóng phim điện ảnh, cô còn tham gia các bộ phim truyền hình dài tập và chương trình truyền hình trên truyền hình châu Á, đồng thời tham gia vào sân khấu và trình diễn các chương trình truyền hình trên Đài phát thanh Hồng Kông.
Trương Văn Từ đã rời ATV vào tháng 3 năm 2010. Tháng 7 cùng năm, cô đã được rửa tội và trở thành một tín đồ Cơ đốc giáo.
Năm 2012, cô đã nhận được "Giải thưởng Nghệ sĩ nữ ATV55 năm" trong để kỷ niệm 55 năm truyền hình châu Á,
Năm 2013, cô chuyển sang phát triển công nghiệp điện ảnh.
Vào tháng 9 năm 2016, cô công bố nói rằng cô đã ký hợp đồng với TVB trong hai năm, và chủ yếu tham gia quay phim truyền hình. 
Năm 2018, Trương Văn Từ được đánh giá cao về kỹ năng diễn xuất khi đóng vai Uông Ty thiện - Uông Mẫn khi bộ phim "Cung tâm kế 2 - Thâm cung kế" được phát sóng. Cùng năm đó bộ phim "Đội cứu hộ sinh tử" của cô đóng cũng nhận được nhiều lời khen ngợi của khán giả và cư dân mạng.

## Phim đã tham gia
Phim truyền hình đài TVB
| Năm  | Tên phim tiếng Việt                           | Tên phim tiếng Anh              | Tên phim tiếng Trung | Vai diễn                 | Ghi chú         |
| 2017 | Anh họ cố lên 3                               | Oh my grad!                     | 老表，畢業喇！       | Doãn Tiểu Mạn            | Vai phụ         |
| 2018 | Cung tâm kế 2 Thâm cung kế                    | Deep in the realm of conscience | 宮心計2深宮計        | Uông Mẫn (Uông ty thiện) | Vai phụ         |
| 2018 | Thiên mệnh                                    | Succession War                  | 天命                 | Điệp Y                   | Vai phụ         |
| 2018 | Đội cứu hộ sinh tử                            | Life on the line                | 跳躍生命線           | Mạch Ái Hoa (Diana)      | Vai phụ         |
| 2019 | Giải quyết sư                                 | The man who kills troubles      | 解決師               | Mã Quắc Anh (Madam Ma)   | Vai phụ         |
| 2020 | Bằng chứng thép IV (Pháp chứng tiên phong IV) | Forensic Heroes IV              | 法證先鋒 IV          | Trương Thục Mẫn          | Vai phụ         |
| 2020 | Mộc Cúc Chứng Nhân                            | The Witness                     | 木棘证人             | Giản Huệ Hương           | Vai chính thứ 2 |

Phim truyền hình đài truyền hình châu Á (ATV)
| Năm  | Tên phim tiếng Việt                               | Tên phim tiếng Anh         | Tên phim tiếng Trung | Vai diễn                            | Ghi chú         |
| 1997 | Hình cảnh quốc tế                                 | Interpol                   | 國際刑警1997         |                                     | Vai phụ         |
| 1997 | Chàng mập giả cha                                 | Forrest Cat                | 肥貓正傳             | Donna                               | Vai phụ         |
| 1997 | 97 rồng đổi màu (97 biến sắc long)                | The Year of Chameleon      | 97變色龍             | Lưu tiểu thư                        | Vai khách mời   |
| 1997 | Thiên trường địa cửu                              | Fated Love                 | 天長地久             | Thái Tiểu Hoa                       | Vai phụ         |
| 1998 | Lưu manh luật sư (Luật sư lưu manh)               | A lawyer can be good       | 流氓·律師            | Hà Ái                               | Vai chính thứ 3 |
| 1998 | Khử tà diệt ma (Tôi có hẹn với cương thi)         | My Date with a Vampire     | 我和殭屍有個約會     | Sơn Bản Vị Lai                      | Vai chính thứ 3 |
| 1999 | Tung hoành tứ hải (Tung hoành bốn biển)           | Flaming Brothers           | 縱橫四海             | Trương Học Vận (Bi Bi)              | Vai khách mời   |
| 2000 | Khử tà diệt ma II (Tôi có hẹn với cương thi II)   | My Date with a Vampire II  | 我和殭屍有個約會 II  | Sơn Bổn Vị Lai (Kim Vị Lai)         | Vai chính thứ 3 |
| 2000 | Ông trùm điện ảnh                                 | Showbiz Tycoon             | 影城大亨             | Lưu Thượng Hoa                      |                 |
| 2004 | Khử tà diệt ma III (Tôi có hẹn với cương thi III) | My Date with a Vampire III | 我和殭屍有個約會     | Hoàn Nhan Vô Lệ (Viên Vô Lệ)        | Vai chính thứ 3 |
| 2004 | Người cha hai biên giới                           | Cross Border Daddy         | 爸爸向前走           | Phương Tứ Man                       | Vai chính thứ 2 |
| 2005 | Bẫy tình (Tình đêm kinh hoàng)                    | Central Affairs            | 情陷夜中環           | Dư Tử San (Queenie)                 | Vai chính thứ 2 |
| 2006 | Bẫy tình II(Tình đêm kinh hoàng II)               | Central Affairs II         | 情陷夜中環 II        | Giang Hải Triều (Jessie)            | Vai chính thứ 2 |
| 2008 |                                                   |                            | 十六不搭喜趣來       | Tina                                | Vai chính thứ 3 |
| 2008 | Công lý và danh lợi                               | The men of justice         | 法網群英             | Châu Quốc Quyền (Winnie/Madam Châu) | Vai chính thứ 2 |

Phim truyền hình đài RTHK
|      | Tên phim tiếng Việt      | Tên phim tiếng Anh | Tên phim tiếng Trung | Vai diễn                   | Ghi chú       |
| 2010 |                          | SFC in Action      | 證義搜查線           | Đinh Dĩnh Lâm (Linda Ting) | Vai phụ       |
| 2010 |                          | F.S.D.             | 火速救兵             | Trần Mỹ Nhã (Dr. Trần)     | Vai phụ       |
| 2011 | Đội hành động liêm chính | ICAC Investigators | 廉政行動             | Wendy                      |               |
| 2012 |                          | IPCC Files         | 監•監警有道          | Jessica                    | Vai phụ       |
| 2012 |                          | 賭海迷途 2012      |                      |                            | Vai phụ       |
| 2016 |                          | Storage Stories    | 有倉出租             | Nancy                      | Vai khách mời |

Phim truyền hình Trung Quốc
| Năm  | Tên phim tiếng Việt                      | Tên phim tiếng Anh         | Tên phim tiếng Trung | Vai diễn        | Ghi chú         |
| 2012 | Loạn thế giai nhân (Phong hỏa giai nhân) | A Beauty in Troubled Times | 隱世者們             | Sơn Điền Đạt Tử | Vai chính thứ 4 |

Phim truyền hình (Khác)
| Năm  | Tên phim tiếng Việt | Tên phim tiếng Anh | Tên phim tiếng Trung | Vai diễn       | Ghi chú |
| 2016 | Ẩn thế giả môn      | The Hiddens        | 隱世者們             | Hoàng Bích Cầm |         |

Phim điện ảnh
| Năm  | Tên phim tiếng Việt                                                          | Tên phim tiếng Anh                                         | Tên phim tiếng Trung      | Vai diễn    |
| 1997 | Người trong giang hồ 4 (Cổ hoặc tử 4: Chiến vô bất thắng chiến vô bất thắng) | Young and Dangerous 4                                      | 97古惑仔之戰無不勝        | KK          |
| 1997 |                                                                              | Chinese Midnight Express                                   | 黑獄斷腸歌之砌生豬肉      |             |
| 1998 |                                                                              | L-O-V-E......Love (Love Cruise)                            | 超級無敵追女仔2之狗仔雄心 |             |
| 1998 |                                                                              | Mr. Wai-Go                                                 | 偉哥的故事                |             |
| 1998 | Thiên Thần Sa Đọa 3: Ảo Mộng Của Giám đốc                                    | Raped By An Angel 3: Sexual Fantasy Of The Chief Executive | 強姦3OL誘惑               |             |
| 1999 |                                                                              |                                                            | 勾魂惡夢                  |             |
| 1999 | 14 ngày trước khi chết                                                       | Fourteen Days Before Suicide (The Untold Story 3)          | 自殺前四十天              |             |
| 1999 | Vọng nói âm dương                                                            | Horoscope 1: The Voice from Hell                           | 生人勿近之問米            |             |
| 1999 |                                                                              | Devil's Offspring                                          | 鬼片王之再現凶榜          |             |
| 1999 |                                                                              | 人間蒸發                                                   |                           |             |
| 2000 |                                                                              |                                                            | 殺出個未來                |             |
| 2000 | Người phụ nữ đến từ địa ngục                                                 | Horoscope II: The Woman from Hell!                         | 生人勿近之邪花            |             |
| 2000 | Thiên thần sa đọa 5: Phán quyết cuối cùng                                    | Raped by an Angel 5: The ginal judgement                   | 制服誘惑2地下法庭         |             |
| 2000 |                                                                              | Violent cop                                                | 火爆刑警                  |             |
| 2000 |                                                                              | Esprit D'Amour                                             | 陰陽愛                    |             |
| 2000 |                                                                              | 暗鬥                                                       |                           |             |
| 2000 |                                                                              | Bloody cops                                                | 熱血刑警                  |             |
| 2000 | Hiệp cốt nhân tâm                                                            | Healing hearts                                             | 俠骨仁心                  | Hộ Sĩ Karen |
| 2000 |                                                                              | 跑馬地的月光                                               |                           |             |
| 2000 |                                                                              | The temptation of office ladies                            | OL誘惑之各自各精彩        |             |
| 2001 |                                                                              | Everyday is Valentine                                      | 情迷大話王                |             |
| 2001 | Tuyệt mệnh quấy rối                                                          | Devil touch                                                | 致命性騷擾                |             |
| 2002 |                                                                              | Women from mars                                            | 當男人變成女人            |             |
| 2002 | Những người bạn khó đỡ                                                       | My troublesome buddy                                       | 我的麻煩老友              |             |
| 2003 |                                                                              |                                                            | 飛虎2003之困獸            |             |
| 2003 | Anh chàng dễ thương                                                          | Honesty                                                    | 絕種好男人                |             |
| 2003 |                                                                              | Brush Up My Sisters                                        | 新紮師姐                  |             |
| 2003 | Hắc bạch sâm lâm                                                             | Colour of the Truth                                        | 黑白森林                  |             |
| 2003 | Luyến tình gối cánh                                                          | Good Times, Bed Times                                      | 戀上你的床                | A P         |
| 2003 |                                                                              | 新紮師姐之不安全地帶                                       |                           |             |
| 2004 |                                                                              | Sex and the Beauties                                       | 性感都市                  |             |
| 2005 |                                                                              | Don't Open Your Eyes                                       | 鬼眼刑警                  |             |
| 2008 | Huyết chiến                                                                  | Fatal Move                                                 | 奪帥                      | Thúy Thiến  |
| 2008 |                                                                              |                                                            | 大四喜                    | Nhị Di Thái |
| 2009 |                                                                              | A Very Short Life                                          | 短暫的生命                | Chị Miêu    |
| 2009 | Diệt môn                                                                     | Bad Blood                                                  | 滅門                      |             |
| 2010 | Chiến binh cương thi                                                         | Vampire Warriors                                           | 殭屍新戰士                |             |
| 2013 |                                                                              | The First Stone                                            | 殺人犯的石頭              |             |
| 2015 |                                                                              | The Merger                                                 | 我們停戰吧                | Bao Thể Nhi |
| 2018 | Tiết mật hành giả                                                            | The Leakers                                                | 泄密者们                  |             |